# Potamonautes loveridgei
Potamonautes loveridgei é uma espécie de crustáceo da família Potamonautidae.
É endémica da Tanzânia.
Os seus habitats naturais são: rios.